# Helblinghaus
Helblinghaus (česky Helblingův dům) je bytový dům v innsbruckém Altstadtu na adrese Herzog-Friedrich-Straße 10, známý svou barokní štukovou fasádou. Je pojmenován po Sebastianu Hölblingovi (Helblingovi), který jej vlastnil v letech 1800 až 1827.
Původně gotický Bürgerhaus z 15. století získal v roce 1725 Johan Fischer, pokladník hallské mincovny. Fasádu se svěží barokní štukaturou s květinovými úponky, mušlemi a putti provedl štukatér Anton Gigl z Wessobrunnu, který se pravděpodobně v roce 1723 přestěhoval do Innsbrucku.
Arkýře byly původně opatřeny pozdně gotickým dekorem, jehož zbytky se objevily na jižním arkýři při restaurování v roce 1932.

## Galerie

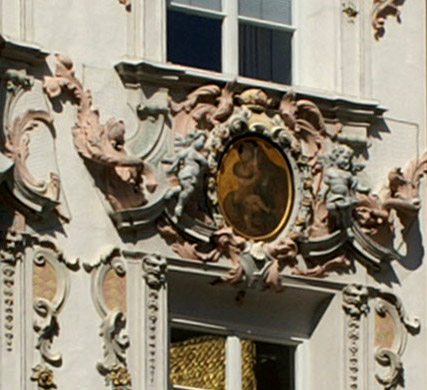
Detail střední části
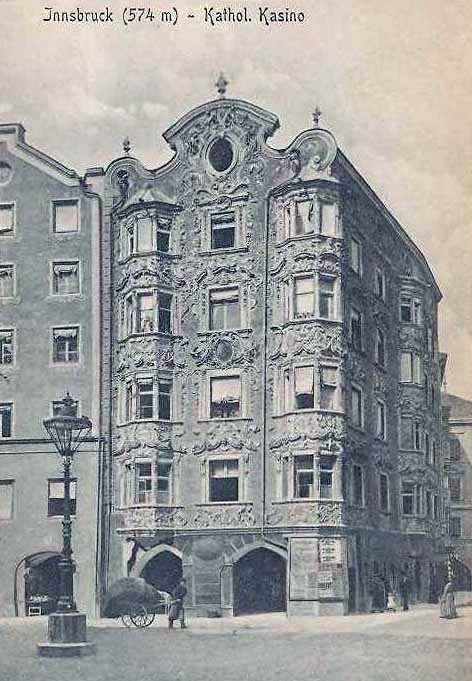
Helblingův dům, zvaný katolické kasino, v roce 1905